# Friedrich Wilhelm Siebel
Friedrich Wilhelm Siebel född 1891 i Broich död 1954 var en tysk stridsflygare under första världskriget.

## Första världskriget och mellakrigstiden
Siebel anslöt sig 1914 till Fliegerbattaillon 1 för att utbildas till stridspilot och han blev därefter officer vid Kampfgeschwader 1. Han medverkade vid konstruktionen av Friedrichhafen stora flygplan. Efter kriget anställdes han vid flygbolaget DVL, men han lämnade trafikflyget för att starta en egen verksamhet 1919. I sitt företag bedrev han handel med nya och begagnade motorer, maskiner och verktyg över hela Europa. För att främja flygandet under den period flygning och flygplanstillverkning av motorflygplan var förbjudet i Tyskland enligt Versaillesfördraget medverkade han i bildandet av Rhön-Rossiten-Gesellschaft som bedrev propaganda för segelflygning. När motorflygningen släpptes fri 1922 återupptog Siebel flygandet, och vid flygtävlingen Deutschlandflug 1925 slutade han på tredje plats. För prispengarna startade han tillsammans med Hanns Klemm företaget Leichtflugzeugbau Klemm GmbH i Böblingen. Tack vare sina stora kunskaper om sportflyg anlitades han som flygkonsult av det tyska Reichsverkehrsministerium (RVM). Som tävlingsflygare deltog han själv i ett flertal Europarundflugtävlingar från 1928 och framåt. 

## Andra världskriget och efterkrigstiden

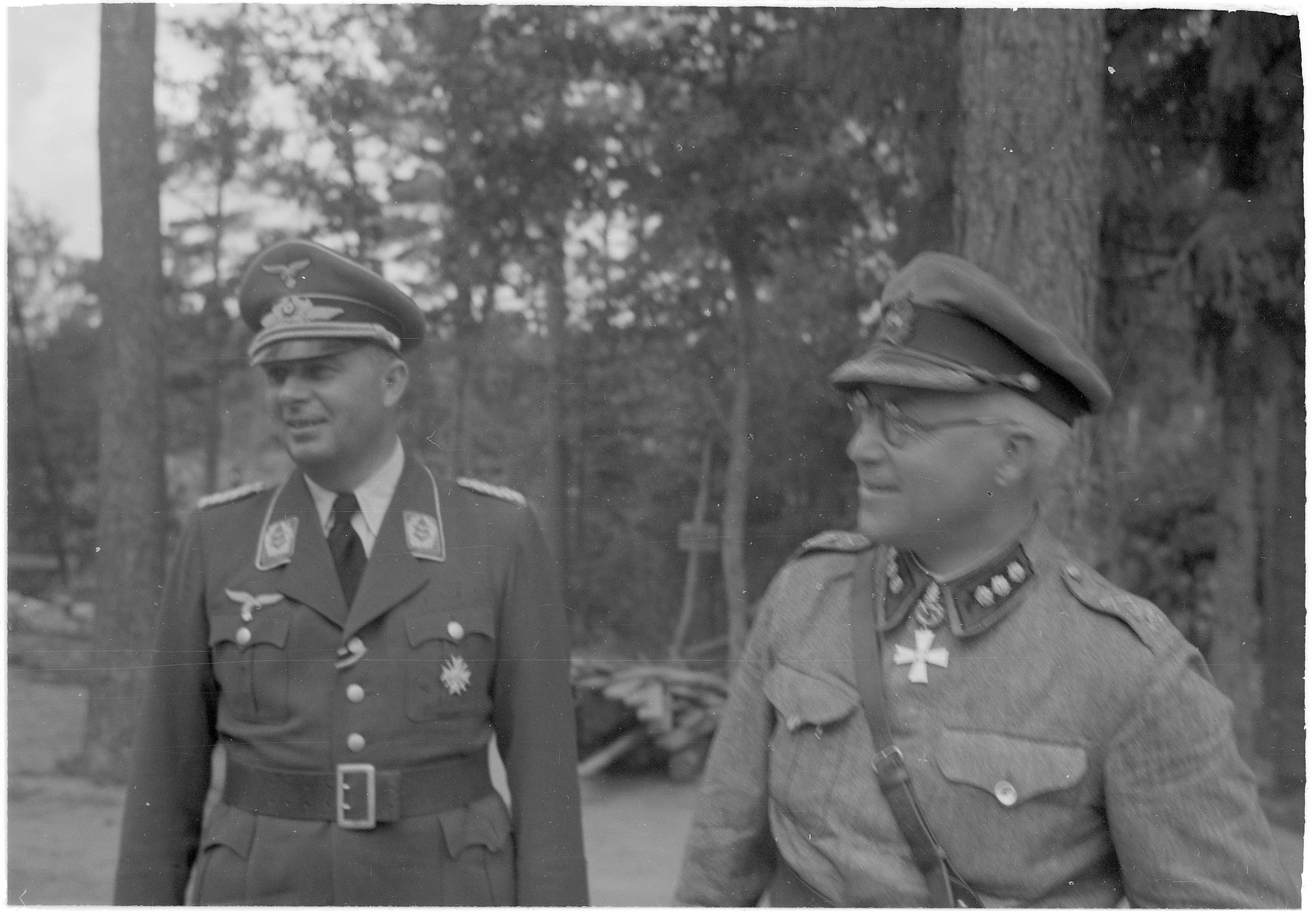
ÖverstelöjtnantFritz Siebel och överste Eino Järvinen vid Ladoga 1942, där Siebelfärjan användes.

När han under 1939 höll ett föredrag om betydelsen av fred och faran med det militära övertag som fanns i USA, fick Gestapo upp ögonen för honom och han bevakades i smyg. Under andra världskriget utnämndes han till övestelöjtnant i Luftwaffes reserv. Han var under kriget med och konstruerade olika farkoster som skulle användas under Operation Seelöwe. Vid krigsslutet 1945 fångades han in av engelsmännen. Efter frisläppandet startade han 1948 företaget Luftfahrttechnik GmbH som importerade och sålde sport- och mindre passagerarflygplan. Företaget bildade 1952 tillsammans med ATG bolaget Siebelwerke-ATG GmbH (SIAT).